# Cursa aèria de Londres a Manchester de 1910

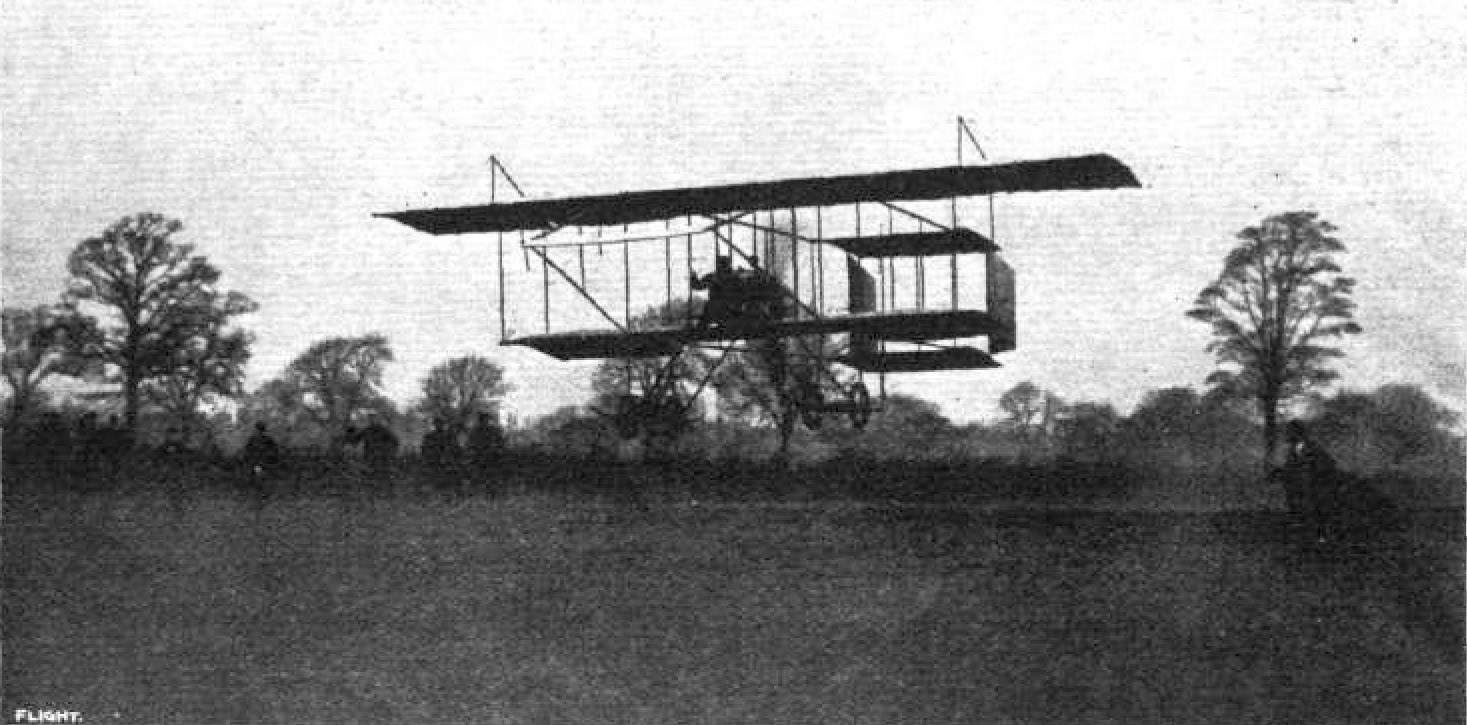
Paulhan va aterrar el seu biplà Farman III a Didsbury i va guanyar el repte.

La cursa aèria de Londres a Manchester de 1910 va tenir lloc entre dos aviadors, cadascun dels quals tractava de guanyar una cursa aèria d'aeronaus impulsades més pesades que l'aire entre Londres i Manchester. Va ser proposada abans pel diari Daily Mail el 1906. El premi de 10.000 £ va ser guanyat pel francès Louis Paulhan l'abril de 1910.
El primer a intentar-ho va ser Claude Grahame-White, un anglès de Hampshire. Va envolar-se de Londres el 23 d'abril de 1910, i va fer la seva primera parada planificada a Rugby. Posteriorment el seu biplà va patir problemes al motor i va haver d'aterrar de nou a prop de Lichfield. Els forts vents van fer impossible que Grahame-White continués el seu viatge, i el seu avió va sofrir danys majors a terra quan va ser empentat pel vent.
Mentre l'avió de Grahame-White estava sent reparat a Londres, la nit del 27 d'abril, Paulhan va prendre el vol rumb a Lichfield. Unes hores més tard Grahame-White va assabentar-se de la partida de Paulhan, i immediatament va sortir en la seva persecució. L'endemà al matí, després d'un enlairament nocturn sense precedents, quasi va arribar a Paulhan, però el seu avió tenia sobrepès i es va veure obligat a reconèixer la derrota. Paulhan va arribar primer a Manchester el 28 d'abril i va guanyar el desafiament. Tots dos aviadors van celebrar la victòria en un dinar especial que va tenir lloc a l'Hotel Savoy de Londres.
Aquest esdeveniment va significar la primera cursa de llarga distància en avió d'Anglaterra, el primer enlairament d'una màquina més pesada que l'aire de nit, i el primer vol a motor a Manchester des de fora de la ciutat. Paulhan va repetir el viatge a l'abril de 1950, el quarantè aniversari del vol original, aquesta vegada com a passatger a bord d'un avió de combat britànic.